# Li Ang (scrittrice)
Li Ang (Cinese semplificato 李昂; pinyin: Lǐ Áng), pseudonimo di Shi Shuduan, (Cinese semplificato 施淑端; pinyin: Shī Shūdūan) (Lukang, 7 aprile 1952), è una scrittrice taiwanese, ritenuta una delle autrici più controverse del panorama letterario cinese contemporaneo.

I suoi romanzi affrontano temi come il sesso e la sessualità femminile e contengono forti elementi di critica nei confronti della situazione storica e politica di Taiwan e della Cina in generale.

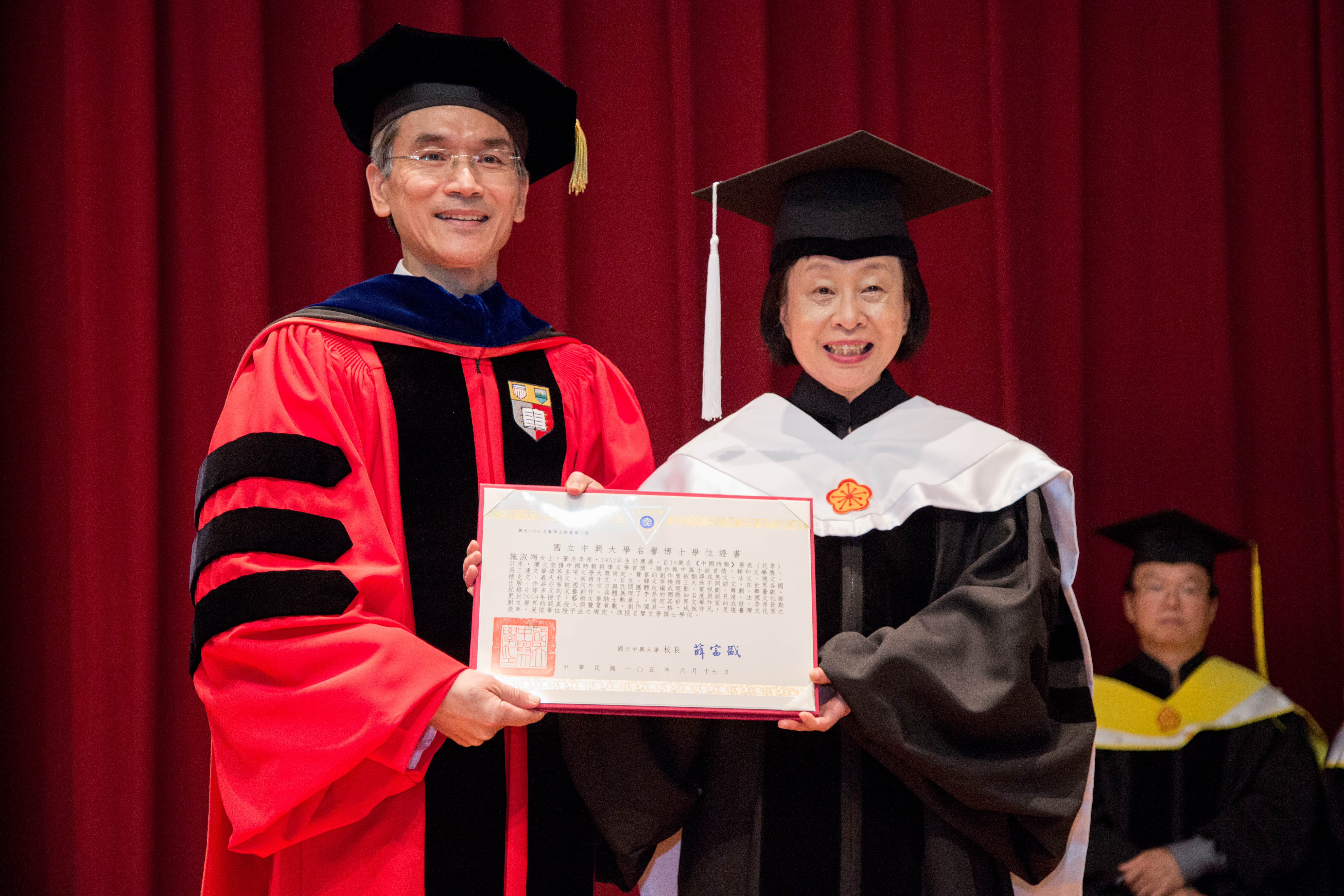
Scrittrice Li Ang mentre accetta il dottorato onorario in Letteratura presso l'Università Zhonxing, 2016

## Biografia
Li Ang nasce nel 1952 a Lukang nella Contea di Changhua, Taiwan, con il nome di Shi Shuduan; il padre, uomo d'affari con una grande passione per la letteratura classica cinese e la narrativa, le trasmetterà questo interesse. Ultima di tre sorelle, Shi Shu (nome completo di Shi Shunu) famoso critico letterario, e Shi Shuqing anche lei scrittrice di una certa fama, grazie alla loro influenza, e quella del padre, deciderà di diventare anche lei scrittrice.
Già dalle elementari Li Ang mostra un vivo interesse verso la narrativa fiabesca e diviene in poco tempo la "cantastorie" della sua classe. Durante il periodo del liceo continua a coltivare questa passione e nel 1968, quasi in contemporanea al debutto della sorella maggiore Shi Shunu come autrice, pubblica all'età di soli 16 anni un suo racconto breve intitolato Huājì ("花季" letteralmente Fiori di Stagione). Questo testo narra la storia di una giovane ragazza che, marinata la scuola, si reca al mercato per comprare un albero di Natale e cade in preda ad una fantasia sessuale dopo aver visto la foto di un principe. Rappresenta il primo tentativo di esplorazione della sessualità femminile, tema centrale che l'autrice continuerà a sviluppare in tutta la sua produzione.
Nel 1970 Li Ang lascia Lukang e si trasferisce a Taipei dove si iscrive al corso di laurea in filosofia presso la Chinese Culture University (conosciuta allora come Culture Academy). In questo periodo continua a scrivere romanzi i cui protagonisti sono personaggi femminili, donne molto attive e ben inserite nel contesto sociale. La produzione di questo periodo rivela la forte posizione critica dell'autrice nei confronti del conservatorismo della Taiwan dell'epoca.
Dopo il conseguimento della laurea, e anche a causa delle critiche seguite alla pubblicazione della raccolta Renjian chi (人间世, letteralmente Il Mondo Umano), Li Ang si trasferisce dapprima in Canada e poi negli Stati Uniti per continuare gli studi. Nel 1977, dopo aver conseguito il M.A. in Arti drammatiche presso l'Oregon State University, trascorre un periodo di sei mesi a Los Angeles. Durante il suo soggiorno nella città californiana, imbattendosi in un vecchio libro di aneddoti sulla città di Shanghai, riceve l'ispirazione per quello che sarà il suo più famoso romanzo: La moglie del macellaio (杀父 Shafu), pubblicato nel 1983.
Nel 1978 Li Ang lascia gli Stati Uniti per tornare a Taiwan, dove troverà lavoro presso il Dipartimento di Arti Drammatiche della Chinese Culture University.
Nel 1981 viene invitata da Zhan Hongzhi e Zhang Wushun a contribuire alla colonna "Opinioni femminili" del China Times.
Nel primo decennio del XXI secolo la fama di Li Ang si consolida anche a livello internazionale: nel 2002 riceve l'undicesimo Lai Ho Literary Award; nel 2004 viene insignita in Francia del titolo Chavalier de L'ordre des Arts des Lettres dal Ministro della Cultura e della Comunicazione; nel 2008 ottiene il prestigioso Wu San Lien Literary Awards. 
Nel 2016 ottiene il dottorato onorario in Letteratura presso l'Università Zhongxing.

## Influenze e stile
A partire dagli anni Settanta, grazie all'impatto delle idee femministe e del nascente movimento femminista a Taiwan, si diffonde la narrativa scritta da donne e per un pubblico di donne. Già nel decennio successivo, nonostante le resistenze che questo tipo di produzione letteraria incontra nel grande pubblico, Taiwan diviene il palcoscenico su cui un gruppo nutrito di autrici iniziano ad esprimersi su temi moderni come l'amore, l'eros, la psicologia e l'identità femminile.
Li Ang appartiene alla cosiddetta "terza generazione" di scrittori taiwanesi, insieme ad altre autrici come Lu Xiulian, Li Yuanzhen e Zhen Xinyi, tutte interessate a forme di espressione della coscienza femminile. Li Ang è anche attratta dalle teorie della psicoanalisi di Freud; già a partire dalle sue prime pubblicazioni, Huājì ("花季" letteralmente Fiori di Stagione) e la raccolta Renjian chi ("人间世 ", letteralmente Il Mondo Umano), affronta tematiche come il sesso, la sessualità e la violenza, analizzandole ed esplorandole dal punto di vista femminile. Durante il soggiorno negli Stati Uniti, entra in contatto con opere di autrici come Virginia Woolf, Simone de Beauvoir e Germaine Greer, che influenzeranno la sua visione femminista e la porteranno a pubblicare le sue opere più radicali, come La moglie del macellaio e Anye (暗夜 letteralmente Notte scura).
Nelle sue opere Li Ang tratta non solo le diseguaglianze manifeste nel rapporto fra uomo e donna, ma anche l'impatto dell'industrializzazione, della modernizzazione e della liberazione sessuale nella società taiwanese contemporanea: per questa sua attenzione alle dinamiche sociali e politiche e alla storia del suo paese, lette attraverso un punto di vista femminile, è ritenuta una delle pioniere nel collegare il genere alla questione dell'identità taiwanese. L'interesse nutrito per il suo paese e in modo particolare per il suo pubblico, è espresso ad esempio nella prefazione ad un suo romanzo, Miyuan, pubblicato nel 1991: "Il significato della mia scrittura si basa sul pubblico dei miei concittadini. Supporre che la mia scrittura non sia intesa solo per i venti milioni di persone di Taiwan, ma per tutti gli esseri umani sarebbero pura illusione e un'auto-esaltazione. Sarebbe come costruire un castello sulla sabbia."
Focalizzandosi principalmente sulla sessualità come elemento fondamentale per l'acquisizione di una consapevolezza di sé, Li Ang descrive le modalità con cui le sue protagoniste interagiscono con sé stesse e con la società; in particolare evidenzia le condizioni di oppressione sessuale, sfruttamento e denigrazione di cui le donne sono oggetto. L'autrice ha il coraggio di rompere con la tradizione e di abbattere i tabù dominanti; nelle sue opere fa trasparire la forza vitale dei personaggi femminili che si liberano dal concetto di obbedienza verso gli uomini, padri e mariti. Le protagoniste delle sue opere, come la stessa autrice, sono spesso impegnate politicamente e socialmente all'interno della comunità. Delle donne la scrittrice enfatizza la sensibilità e la capacità di osservazione, spingendo il lettore a fare un paragone con la natura maschile. Mirando a formare una coscienza femminile, Li Ang non tralascia però di mettere a nudo gli aspetti negativi che rileva nelle donne, fra cui l'ingenuità e la chiusura mentale.

### La sessualità femminile
Per Li Ang la sessualità è "parte essenziale del sé": esplorarla e conoscerla porta a una presa di coscienza della propria identità, da lei definita "conferma del genere", e ad una "affermazione di sé". Più una donna conosce la propria sessualità, più acquisisce sicurezza in se stessa. La sessualità, secondo l'autrice, riguarda sia la sfera personale che quella sociale e collettiva, e quindi non può essere confinata ad ambìti privati; nei suoi romanzi, l'attenzione è proprio posta sull'interazione fra il sé femminile, la sessualità e la società patriarcale, sulle dinamiche di potere esercitate nelle relazioni fra i sessi. Con l'intento di emancipare la donna dalla condizione sessuale di inferiorità impostale dalla società, Li Ang sceglie una narrazione fortemente esplicita, ricca di riferimenti sessuali, ritenendo che il sesso sia "lo strumento più potente per distruggere le convenzioni sociali".

### La moglie del macellaio
Il suo romanzo più famoso, La moglie del macellaio, è ritenuto una delle opere più rilevanti della letteratura taiwanese contemporanea. Racconta la storia di Lin Shi, una contadina della cittadina di Lukang, a sud-est di Taiwan. Per tutta la sua vita Lin Shi è imprigionata in un sistema patriarcale che è indifferente, se non ostile, alla sua esistenza, e che le riserva una vita di subordinazione e sfruttamento, di isolamento e umiliazione, in una società che polarizza nel binomio oppressa/oppressore la figura femminile e quella maschile.
Li Ang narra le vicende della vita di Lin Shi, il suo rapporto di sudditanza nei confronti del marito, i costumi sociali fortemente maschilisti, il potere del pettegolezzo e delle chiacchiere di paese, attraverso una varietà di prospettive diverse che spingono attivamente il lettore a trarre le proprie conclusioni e a realizzare che la protagonista, macchiatasi di omicidio, più che una donna malvagia, è la vittima silenziosa di una società rurale e patriarcale.
Sebbene sia uno dei suoi lavori più riusciti e premiati, in patria La moglie del macellaio è stato fortemente criticato da pubblico e critica per lo stile utilizzato; in particolare sono state contestate le descrizioni sessuali esplicite e la scelta di raccontare un avvenimento immorale come quello dell'assassinio di un marito da parte della moglie. Si è comunque affermata come uno dei più importanti esempi di letteratura femminista, la cui forza risiede nel desiderio di destabilizzare e sconvolgere la coscienza collettiva dei lettori.

### Anye(暗夜 )
Pubblicato nel 1985, Anye (暗夜, letteralmente Notte scura), esplora le complicate relazioni sessuali e sociali di sei personaggi, due donne e quattro uomini, appartenenti alla classe medio-alta di Taipei. Lo scenario non è più quello di una realtà confinata e rurale, ma della società moderna e industrializzata di una grande città taiwanese. Le due donne protagoniste sono una borghese casalinga, simbolo della femminilità convenzionale, e una donna in carriera. La prima, Li Lin, conduce una vita superficiale, è appassionata di chiromanzia e crede nel soprannaturale. Conquista il piacere sessuale a spese della propria dignità, accettando passivamente tutte le umiliazioni sessuali a cui il marito la sottopone, pensando di potere così acquistarne l'attenzione. La seconda, Ding Xinxin, è ambiziosa, dotata di maggiore autonomia sessuale e autostima; utilizza le sue relazioni sessuali (fra cui quella con il marito di Li Lin), per assicurarsi benefici materiali e lavorativi. 
Per Li Ang la modernizzazione e il rapido sviluppo economico hanno permesso alle donne cinesi di abbandonare il convenzionale ruolo di sottomissione emotiva, sessuale e economica. Questa nuova "autonomia" non si traduce, tuttavia, in una piena realizzazione di sé: le due figure femminili del romanzo, nonostante la loro differenza di background, status sociale, età e personalità, sono accomunate dal destino di smarrirsi nella ricerca spasmodica di gratificazione sessuale ed emotiva (Li Lin) e materiale (Ding Xinxin), finendo invece ancora una volta con l'essere manipolate e usate dagli uomini come oggetti dei loro desideri.

## Opere

### Romanzi
- 1977 《人間世》Renjian Shi (traduzione letterale: Il Mondo Umano)
- 1982 《愛情試驗》Aiqing Shiyan (traduzione letterale: Prova d'amore)
- 1983 《殺夫：鹿城故事》Shafu: Lucheng gushi

 La moglie del macellaio, traduzione di A. M. Paoluzzi, Pisani, 2007, ISBN 978-88-6050-014-4.
- 1984 《她們的眼淚》Tamen de yanlei (traduzione letterale: Le loro lacrime)
- 1985 《花季》Huaji (traduzione letterale: Fiori di stagione)
- 1985 《暗夜》Anye (traduzione letterale: Notte scura)
- 1986 《一封未寄的情書》Yi feng wei ji de qingshu (traduzione letterale: Una lettera d'amore mai spedita)
- 1988 《年華》Nianhua (traduzione letterale: Giovinezza)
- 1991 《迷園》Miyuan (traduzione letterale: Il giardino dei misteri)
- 1991 《甜美生活》Tianmei shenghuo (traduzione letterale: Dolce vita)
- 1992 《李昂集》Li Ang ji (traduzione letterale: Raccolta di Li Ang)
- 1997 《北港香爐人人插：戴貞操帶的魔鬼系列》Beigang xianglu ren ren cha: Dai zhengcao dai de mogui xilie (traduzione letterale: Il bruciatore di Beigang: saga del demone con la cintura di castità)
- 1999 《禁色的暗夜：李昂情色小說集》Jinse de anye: Li Ang qingse xiaoshuo ji (traduzione letterale: Notte proibita: raccolta di novelle di Li Ang)
- 2000 《自傳の小說》Zizhuan no xiaoshuo (traduzione letterale: Autobiografia: un romanzo)
- 2004 《看得見的鬼》Kandejian de gui (traduzione letterale: Fantasmi visibili)
- 2005 《花間迷情》Huajian miqing (traduzione letterale: Amore stregato)
- 2007 《鴛鴦春膳》Yuanyang chun shan (traduzione letterale: Un banchetto erotico per amanti)
- 2009 《七世姻緣之台灣／中國情人》Qi shi yinyuanzhi Taiwan/Zhongguo qingren (traduzione letterale: Matrimonio in sette vite: Affari amorosi di Taiwanesi)
- 2011 《附身》Fushen (traduzione letterale: Possessione)
- 2014 《路邊甘蔗眾人啃》Lubian ganzhe zhongren ken (traduzione letterale: Ognuno morde il bastoncino di zucchero in strada)

### Saggi
- 1987 《貓咪與情人》Maomi yu qingren (traduzione letterale: Un gatto randagio e un amante)
- 2000 《漂流之旅》Piaolu zhi lu (traduzione letterale: Viaggiatore errante)
- 2002 《愛吃鬼》Aichi gui (traduzione letterale: Buongustaio)
- 2009 《愛吃鬼的華麗冒險》Aichi gui de huali maoxian (traduzione letterale: Le meravigliose avventure di un buongustaio)
- 2013 《愛吃鬼的祕徑：李昂帶路的美食奇妙之旅》Aichi gui de mijing: Li Ang dailu de meishi qimiao zhi lu (traduzione letterale: Il percorso segreto di un buongustaio: una guida di Li Ang)
- 2014 《李昂的獨嘉美食》Li Ang de dujia meishi (traduzione letterale: La cucina Chayi con Li Ang)

### Altre opere
- 1976 《群像─中國當代藝術家訪問》Qunxiang ─zhongguo dangdai yishujia fangwen (traduzione letterale: Un gruppo: intervista ad artisti cinesi contemporanei)
- 1984 《女性的意見》nuxing de yijian (traduzione letterale: Le opinioni femminili)
- 1985 《外遇》Waiyu (traduzione letterale: Relazioni clandestine)
- 1986 《走出暗夜》Zouchu anye (traduzione letterale: Uscendo dalla notte scura)
- 1989 《水鬼城煌》Shuigui cheng huang (traduzione letterale: Città degli spiriti: lo spirito dell'acqua)
- 1993 《懶人變猴子：賽夏族的故事》Lan ren bian huozi: sai xia zu de gushi (traduzione letterale: Pigri che diventano scimmie: folklore saishet)
- 1993 《施明德前傳》Shimingde qianchuan (traduzione letterale: Saggio sulla giovinezza di Shi Mingde)
- 1994 《李昂說情》Li Ang shuo qing (traduzione letterale: Li Ang spiega l'amore)